# Wacław Goronowski

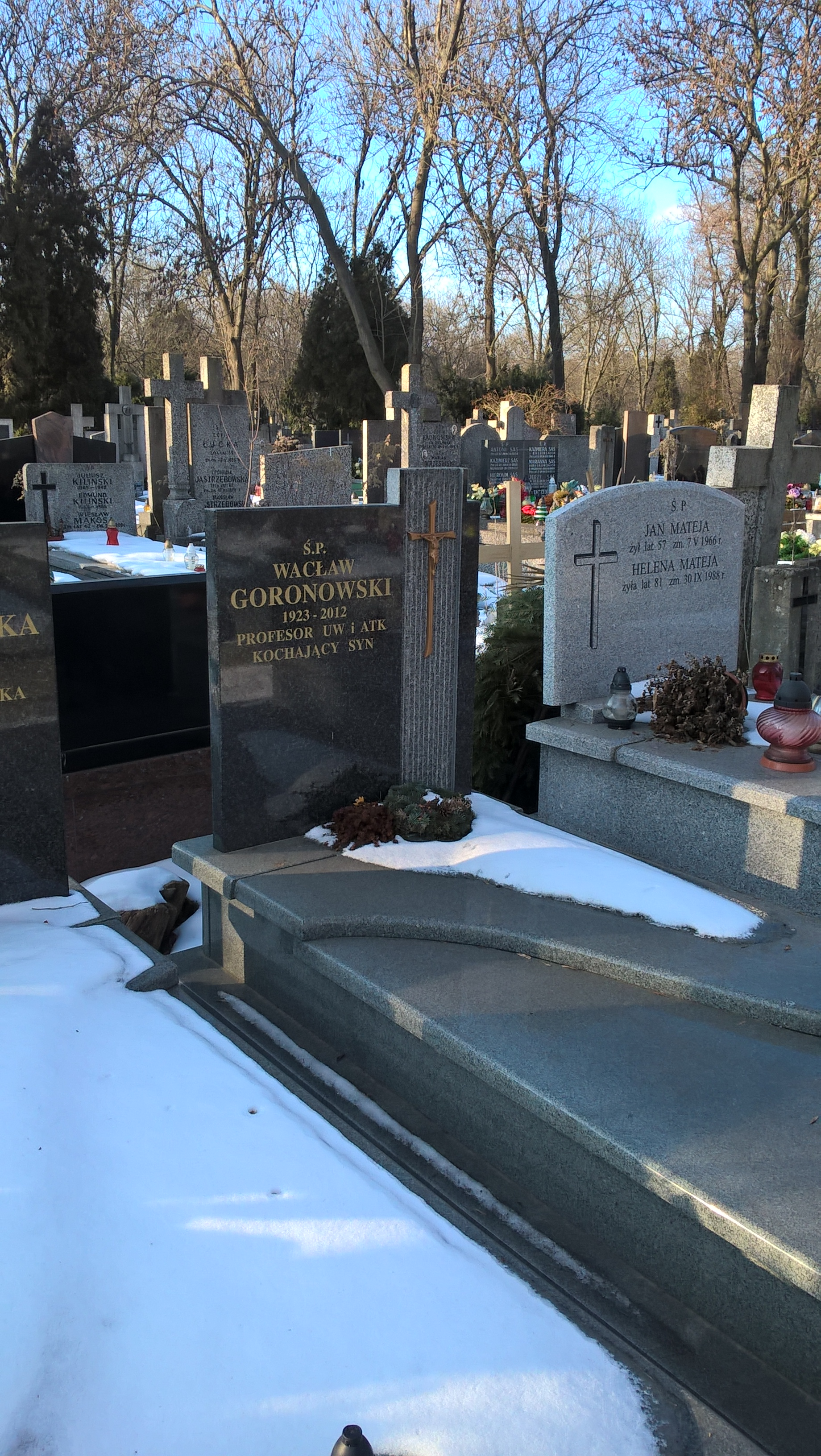
Grób Wacława Goronowskiego na cmentarzu Bródnowskim
w Warszawie

Wacław Szczęsny Goronowski (ur. 3 września 1923, zm. 16 grudnia 2012 w Warszawie) – polski prawnik, doktor habilitowany nauk prawnych, nauczyciel akademicki wielu uczelni, w tym profesor nadzwyczajny Uniwersytetu Warszawskiego, specjalista w zakresie prawa finansowego.

## Życiorys
Z Wydziałem Prawa i Administracji Uniwersytetu Warszawskiego związany był od lat 50. XX wieku. Przez wiele lat był dyrektorem Instytutu Nauk Prawno-Administracyjnych na tym wydziale i pracownikiem Katedry Prawa Finansowego. Został profesorem nadzwyczajnym Uniwersytetu Warszawskiego.
Był także pracownikiem Wydziału Prawa Kanonicznego Uniwersytetu Kardynała Stefana Wyszyńskiego w Warszawie oraz Wyższej Szkoły Przedsiębiorczości i Zarządzania im. Leona Koźmińskiego w Warszawie.
15 stycznia 1955 został odznaczony Medalem 10-lecia Polski Ludowej.
Na jego cześć wydano publikację pt. Ius suum quique. Studia prawnofinansowe. Księga jubileuszowa dedykowana profesorowi Wacławowi Goronowskiemu (red. Witold Konieczny, 2005, ISBN 83-7206-119-X).
Zmarł 16 grudnia 2012 w Warszawie, pochowany 28 grudnia 2012 na cmentarzu Bródnowskim (kwatera 114M-3-6).

## Wybrane publikacje
- Prawo finansowe: praca zbiorowa. Cz. 2 (współautor, 1953)[7]
- Przewodnik do nauki prawa finansowego (współautor: Jerzy Harasimowicz, 1955)
- Prawo finansowe. 1, Część ogólna (współautor, 1959)
- Prawo finansowe. 2, Część szczegółowa (współautor, 1959)
- Wybrane źródła do prawa finansowego. T. 1–2 (red. nauk., 1960)
- System finansowy Państwowego Zakładu Ubezpieczeń (1964)
- Klasyfikacja wydatków w budżecie socjalistycznym (1972)